# Алуокерия
Алуокерия (лат. Alwalkeria) — род примитивных ящеротазовых динозавров, обитавших во времена позднего триаса на территории современной Индии. Вероятно, это было маленькое двуногое хищное или всеядное животное.

## Этимология
Первоначально динозавр был назван Walkeria индийским палеонтологом Санкаром Чаттерджи в 1987 году. Родовое название было дано в честь британского палеонтолога Алика Дональда Уолкера. Однако позже выяснилось, что название уже занято родом мшанок, поэтому в 1994 году Чаттерджи и Бен Крейслер переименовали животное в Alwalkeria. Видовое название maleriensis ссылается на Малерийскую геологическую свиту на юге Индии, где были обнаружены остатки.

## История изучения
Единственный известный образец, голотип ISI R306, был обнаружен в местечке Годавари в Мелерийской свите (штат Андхра-Прадеш, Индия). Останки были найдены и извлечены индийским палеонтологом Санкаром Чаттерджи в 1974 году. Окаменелости находились в красном аргиллите, возраст которого оценивается карнийским ярусом верхнего триаса. Образец находится в коллекции Индийского статистического института в Калькутте, Индия.

## Описание

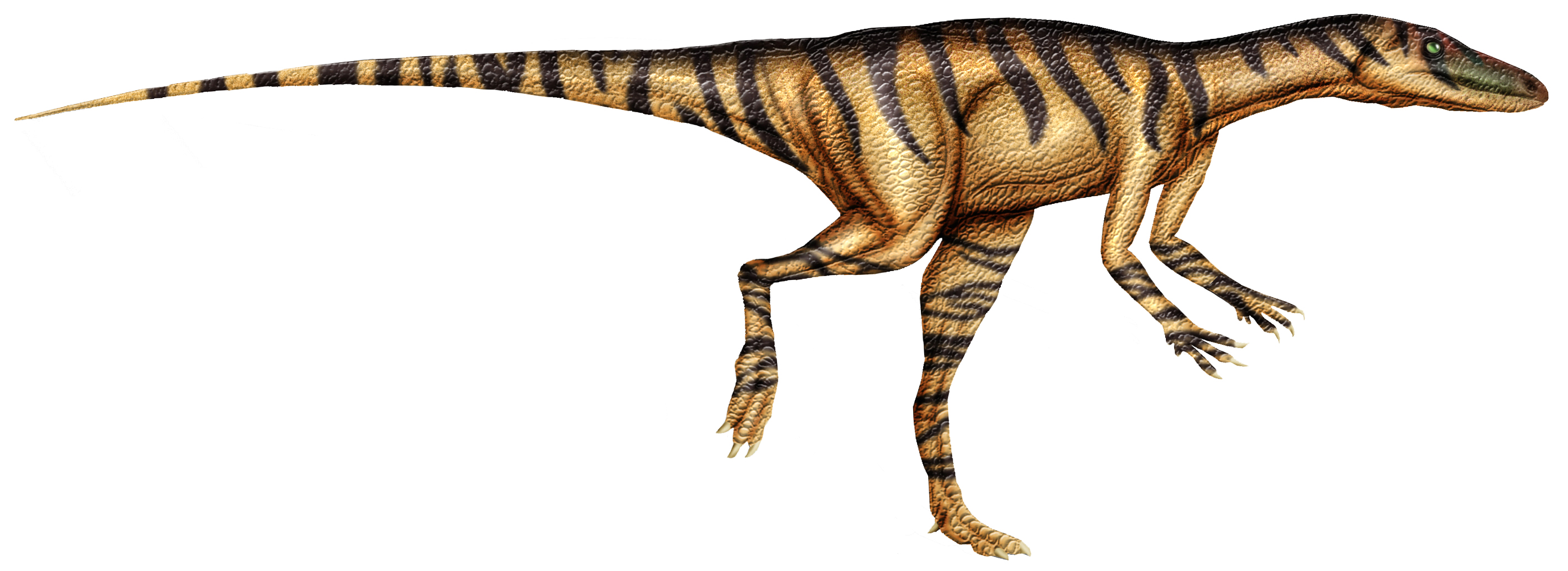
Реконструкция

Голотип представляет собой неполный скелет, состоящий из передних концов верхней и нижней челюсти, 28 неполных позвонков из всех отделов позвоночного столба, большей части бедренной кости и астрагала. Известная часть черепа составляет около 4 см в длину. Несмотря на малое количество материала заметно, что форма и расположение зубов челюсти схожи с южноамериканским эораптором. Как и у эораптора, между резцовой и верхнечелюстной костями находится щель. Ряд других особенностей говорят о морфологической близости существ. По оценкам, максимальный размер животного мог доходить до 50 см. Грегори Скотт Пол (2010 год) рассчитал массу в 2 кг, а длину 1,5 м.

### Зубы, питание и возможная химерность
Алуокерия обладает гетеродонтным набором зубов, то есть зубы отличаются по форме и размеру в разных частях челюсти. Подобно эораптору и примитивным завроподоморфам, передние зубы прямые и тонкие, а идущие позади них изогнутые назад, хотя и без зазубрин. Подобное строение не указывает на однозначно растительную или мясную диету и предполагает всеядность — поедание растений, насекомых и мелких позвоночных.
В 2005 году Раухут и Ремис (Rauhut and Remes, 2005) нашли доказательства химерности материала, относимого к роду Alwalkeria. По их словам, передняя часть черепа принадлежит неизвестному круротарзу, позвонки — различным мелким рептилиям, а части конечностей — мелкому ящеротазовому динозавру.

### Аутапоморфии
Согласно работе Чаттерджи 1978 года, род можно выделить на основании следующих признаков (аутапоморфий):
- на основаниях дорсальных нейронных дуг позвонков присутствуют выемки (обсуждается, так как позвонки могут не принадлежать этому животному),
- сильно расширенная головка бедренной кости,
- четвёртый вертел бедренной кости очень велик.

Ряд особенностей, таких, как отсутствие зазубрин на зубах (обсуждается, так как зубы могут не принадлежать этому животному) и большое сочленение между малоберцовой костью и лодыжкой, делают алуокерию уникальным родом среди других базальных динозавров.

## Систематика
Чаттерджи (1987) описал алуокерию как базального теропода. В 1996 году Лоял и др. согласились с этой классификацией. Пол (1988) считал род связующим звеном между герреразаврами и сомнительным родом протоавис, исходя из признаков бедренной кости. Однако Лангер (2004) и Мартинес и Алкобер (2009) заметили, что алуокерия слишком примитивна для отнесения её к тероподам. По их мнению, род был базальным ящеротазовым. Сегодня считается, что род занимает базальное положение в пределах отряда ящеротазовых.
Алуокерия не включалась в кладистические анализы, но возможное сходство с эораптором предполагает схожее положение на генеалогическом древе динозавров. Однако положение самого эораптора на генеалогическом древе часто оспаривается. По мнению Лангера (2004) эораптор является базальным ящеротазовым и возможным предком тероподов и завроподоморфов. Пол Серено настаивал на размещении эораптора в пределах теропод. Ряд исследователей полностью исключают эораптора из группы динозавров.

## Палеоэкология
Марелийская свита считается местоположением древней реки или озера. Кроме алуокерии, в местности были найдены разрозненные остатки неизвестного прозавропода.